# Ugrin Čák
Ugrin Čák (maďarsky Csák Ugrin, † 11. dubna 1241) byl kaločský arcibiskup a kancléř uherského krále.
Zúčastnil se páté křížové výpravy Ondřeje II. a společně s templáři a Kolomanem Haličským se na jaře 1241 postavil tatarskému vpádu v bitvě u Mohi. Tam také, stejně jako ostřihomský arcibiskup Matěj, zemřel.